# Time Demon 2
 (février 2017).
Si vous disposez d'ouvrages ou d'articles de référence ou si vous connaissez des sites web de qualité traitant du thème abordé ici, merci de compléter l'article en donnant les références utiles à sa vérifiabilité et en les liant à la section « Notes et références ».
Série
Time Demon
(1996)
Pour plus de détails, voir Fiche technique et Distribution.
Time Demon 2 : Dans les griffes du Samouraï est un film français réalisé par Richard J. Thomson et la suite de Time Demon. Tourné entre 2000 et 2001 il a été édité en DVD en 2011 par les éditions Bach Films.

## Synopsis
Jack Gomez, comédien de séries B, est victime d’un odieux chantage qui menace sa carrière. Pour ne rien arranger, il croise la route de Clara, une ingénieur aux prises avec son patron, le terrible Mitsuhirato, qui rêve de  conquérir le monde grâce à une machine diabolique.

## Distribution
- Laurent Dallias
- Eve Creac’h
- Dominik Breuil
- Maxime Martel d’Albert
- Bernard di Amor
- Véronique Lefay
- Pascal Sellem